# Горбунов Павло Петрович
Павло Петрович Горбунов (14 грудня 1885, місто Кокчетав, тепер Кокшетау, Казахстан — розстріляний 9 грудня 1937, місто Москва) — радянський діяч, фінансист, керуючий справами ЦК РКП(б), керуючий Всеукраїнської контори Держбанку СРСР. Кандидат у члени ЦК КП(б)У в листопаді 1927 — січні 1930 року.

## Біографія
Народився в родині козака—лісового об'їздника. Освіта незакінчена середня: навчався в лісовій школі (технікумі).
Працював за наймом. З юних років брав участь у революційному русі.
Член РКП(б) з квітня 1918 року.
З 1918 по 1920 рік служив у Червоній армії. Потім працював на відповідальній роботі в Москві.
У грудні 1921 — грудні 1922 року — керуючий справами ЦК РКП(б).
З березня 1924 по липень 1925 року — керуючий Московської обласної конторою Державного банку СРСР.
З травня 1926 по 1928 рік — керуючий Всеукраїнської контори Державного банку СРСР у місті Харкові. Одночасно з липня 1926 по 1928 рік — член колегії Народного комісаріату фінансів УСРР.
У 1930—1931 роках — голова правління «Гаркребо» в Берліні (Німеччина).
З початку 1936 по серпень 1937 року — член правління Державного банку СРСР, начальник управління із кредитування організацій лісової промисловості Державного банку СРСР.
25 серпня 1937 року заарештований органами НКВС за звинуваченням в участі в троцькістській шпигунській терористичній та шкідницькій організації. 9 грудня 1937 року за вироком Військової колегії Верховного Суду СРСР засуджений до розстрілу. Посмертно реабілітований 20 червня 1956 року.